# Метро-2
Метро-2 — неофіційна назва секретної системи підземного метро паралельної громадському Московському метрополітену (відомому як Метро-1 у зрівнянні з Метро-2). 

## Інформація

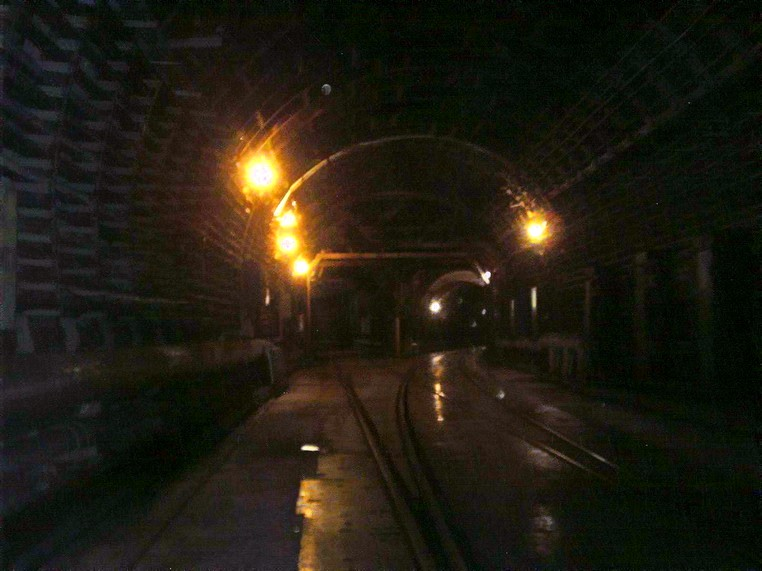
Імовірно, тунельний перехід, що веде до Метро-1 від Метро-2, насправді перехід до Тропарьово, що у Метро-1

Імовірно, система була побудована або принаймні запущена за часів Йосипа Сталіна. 
У КДБ отримало кодову назву Д-6. Імовірно, досі експлуатується Головним управлінням спеціальних програм та Міністерством оборони.
Метро-2 має чотири лінії, які пролягають на глибині 50—200 метрів. Вважається, що воно з'єднує Кремль зі штаб-квартирою ФСБ, урядовим аеропортом Внуково-2, підземним містом у Раменках, а також іншими важливими державними об'єктами.
У 1994 лідер групи міських дослідників «Диггеры подземной планеты» стверджував, що знайшов вхід у Метро-2. 
Влітку 1992 року літературно-публіцистичний журнал «Юность» опублікував роман автора Володимира Гоніка «Преисподняя», дія якого відбувається у підземному бункері в Москві. У 1993 році в інтерв'ю з редактором газети і Гоніком, автор заявив, що роман був написаний на основі інформації, зібраної за попередні 20 років двома з них. Гонік зізнався, що працював над книгою з 1973 по 1986 рік.
У наступні роки він стверджував, що бункери, а отже так зване «Метро-2», використовувалися керівництвом Політбюро та КПРС, а також їхніми родинами, на випадок війни. За його словами, на початку 1970-х генеральний секретар КПРС Леонід Брежнєв особисто відвідав головний бункер і у 1974 нагородив тодішнього голову КДБ Юрія Андропова медаллю Героя Соціалістичної Праці. Очевидно, у кожного члена ЦК була квартира площею 180 м² з кабінетом, вітальнею, кухнею та ванною. Гонік стверджує, що зібрав цю інформацію працюючи лікарем у поліклініці міністерства оборони.
Проте історичні свідчення малюють набагато більш консервативну картину, до кінця 1960-х років існувала лише одна «лінія» — від Кремля, а саме ділянки 103, до ділянки 54 на південь від МДУ з відгалуженням на північний захід від нього, до району залізничної платформи Матвіївська та ДП-1. Додаткові лінії до Внуково, швидше за все, побудували пізніше.

## Основні лінії Метро-2

### Об'єкт № 100 (Кремлівська спецгілка)
Об'єкт № 100 являє собою транспортно-пішохідний тунель-сховище між державними установами в центрі Москви, який у розсекречених архівних документах іменують як "сполучну гілку". Поєднує Московський Кремль (об'єкти № 1а і 25), бункер № 101 під стилобатом недобудованої адміністративної будівлі (з 1960-х до 2000-х років під готелем "Росія"), що зберігся під парком Заряд'я, будівлю Адміністрації президента Росії (раніше - ЦК КПРС) на Старій площі і Будівлю органів держбезпеки на Луб'янці (об'єкт № 201). Довжина тунелю становить близько 2 км; діаметр тунелю - 6 метрів, як і в тунелів метрополітену; глибина закладення - 31 метр, під Кремлем за рахунок підйому рельєфу глибина становить 55 метрів. Відомо, що всередині тунелю станом на 1960-ті роки від Кремля до будівель на Старій Площі було прокладено вузькоколійну рейкову колію, якою пересувався невеликий електровагон місткістю 12 пасажирів, за концепцією схожий на вагони системи метро Капітолію США, проте докладної інформації про рухомий склад, що використовувався, не виявлено.
Уся система сполучених бункерів разом із гілкою іменується як об'єкт № 103 і має збійки з перегінними тунелями Арбатсько-Покровської (у районі Олександрівського саду і Старої площі), Замоскворецької (у районі Василівського узвозу, через об'єкт № 25) і Сокольницької (біля станції Луб'янка) ліній метрополітену, також у середині 1960-х років планувалося його пішохідне з'єднання з "Гілкою" ЧЗ-1090. Однак точних відомостей про поточний стан і збереження вузькоколійної рейкової системи наразі не виявлено, оскільки пізніша й актуальніша інформація про цей об'єкт засекречена і у відкритому доступі відсутня, а сам об'єкт 103 залишається режимним..
Будівництво ділянки від Кремля до споруджуваної адміністративної будівлі в Зарядді і далі до будівлі на Старій Площі було розпочато ще за часів Сталіна в 1951 році, проте після його смерті його було призупинено. До цього часу під Кремлем було тільки два підземні сховища, побудовані в роки німецько-радянської війни - об'єкт № 1 мілкого закладення для перших осіб держави та об'єкт № 25 глибокого закладення під Василівським узвозом, що складався з декількох блоків і мав виходи до західного перегінного тунелю Замоскворецької лінії, і до цього бункера примикав початок транспортного тунелю, розташованого дещо глибше. Але 1958 року в Кремлі замість неглибокого об'єкта № 1 вирішили спорудити новий урядовий спецоб'єкт № 1а з ліфтовою шахтою до будівель Кремля, який би витримував навантаження в разі ядерного удару, і його вирішили виконати як єдиний протяжний тунель із пішохідними коридорами та робочими приміщеннями, який був би продовженням транспортного тунелю-гірки аж до Арбатсько-Покровської лінії під Олександрівським садом. Аналогічно з боку Старої площі недобудований тунель йшов прямо в напрямку будівлі КДБ, яка не мала власного сховища глибокого закладення, і було запропоновано подовжити цей тунель від Старої Площі до будівлі КДБ на Луб'янці та обладнати в його кінці робочі приміщення, пристосувавши весь комплекс під єдине масове сховище для Ради Міністрів, уряду, ЦК КПРС і КДБ. Відомо, що станом на 1964 рік будівництво комплексу 103 ще велося, але перебувало на завершальній стадії.
Олександр Добровольський, «Московский комсомолец», 25 вересня 1999 р.:
Прокладання тунелів ми вели нижче рівня "цивільного" метро. Усі наші об'єкти для більшої конспірації були позначені номерами. Наприклад, у районі Нікольської вулиці розташовувалася шахта, що іменувалася "Сотим будівництвом”.
«Метростроевец» №12, 2006:
Будівництвом № 100, куди нас направили, командував Василь Дементійович Полежаєв.

«Метростроевец» №19, 2006:
Колектив Тунельного загону № 6 проводжав Віктора Фроловича на заслужений відпочинок. Йшов останній із покоління п'ятидесятників, а їх тоді на будівництво № 100 тільки з Таманської дивізії прийшло понад триста осіб. Браві гвардійці-таманці з'явилися в Москві, біля старого будиночка за номером десять на вулиці Разіна незабаром після листопадового (1951 року) параду на Красній площі, де більшість із них усьоме за час служби прокрокували стрункими рядами повз Мавзолей В. І. Леніна. Адресу контори вони дізналися від представника Метробуду, який приїжджав до частини незадовго до демобілізації.
 

### «Гілка» (ЧЗ-1090, Д-6)
Схема Д-6, що колись потрапила в інтернет
Основне призначення системи - евакуація з підземних урядових комплексів і бункерів Міноборони в центрі міста до більш захищених спецоб'єктів у районі Раменків, які служать притулками та захищеними командними пунктами в Москві (об'єкти № 54, 54-а та ін.)..
У розсекречених документах 1950-х -1960-х років як "Гілка", має проектне позначення ЧЗ-1090, також її часто згадували в різних недостовірних джерелах як "система Д-6", однак походження цієї назви не встановлено, і вона не є офіційною.
Основна частина системи побудована в другій половині 1950-х і 1960-х роках, повністю будівництво було завершено в 1980-х. Система з'єднана з Московським метрополітеном і використовує однаковий із ним габарит тунелів і ширину колії рухомого складу. Довжина лінії разом з усіма відгалуженнями становить трохи менше 25 км. Глибина закладення - від 50 метрів у центрі до щонайменше 189 метрів у районі станції Університет і комплексу бункерів під НДБО "Наука".

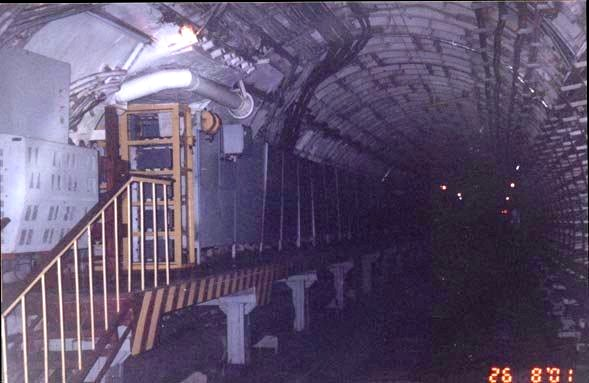
Платформа однієї зі станцій у тунелі "Гілки"

У тунелях "Гілки" прокладено колію стандартної колії, але відсутня контактна рейка, а рейки втоплені в бетонні плити для можливості руху автомобілів. Зважаючи на своє евакуаційно-службове призначення, система є одноколійною. Станції являють собою невеликі платформи в перегінному тунелі з виходами до спецоб'єктів, за типом технічних платформ в оборотних тупиках звичайного метрополітену. Глибина закладення в середньому істотно перевищує глибину цивільних ліній метро, зокрема в районі станції Університет та об'єктів у Раменках вона становить 189 м. Через відсутність контактної рейки в системі експлуатуються спеціальний автономний рухомий склад (дизель-поїзди та автомотриси), відмінний від пасажирського рухомого складу цивільного метрополітену.
Будівництво окремої підземної транспортної системи знадобилося, в першу чергу, з тієї причини, що ділянки дрібного закладення Сокільницької лінії, як і метроміст, у разі ядерної війни були б зруйновані, унеможливлюючи сполучення між центральними об'єктами і раменським комплексом за допомогою звичайного метро, а евакуація членів уряду і військових через лінії цивільного метрополітену, заповненого москвичами, які ховаються, була б ускладнена..

#### Об'єкти і станції системи
Головний хід іде від Кремля (об'єкт № 103 і, вочевидь, більш сучасні об'єкти) до спецоб'єкта № 54 у районі комплексу будівель НДБО "Наука". Крім цього, лінія має два відгалуження, які відходять незадовго до станції Університет-2 (НДБО "Наука").
Одне відгалуження закінчується станцією і двома тупиками під Лабораторією вимірювань і випробувань Московського метрополітену у Тропарьовському лісопарку. Інше відгалуження закінчується в районі Матвіївського далекого повітрозабору (ДП-1), розташованого на території Матеріально-технічної бази в/ч 95006 неподалік від БМУ-155 ВАТ "Трансінжбуд" і залізничної зупинки Матвіївське..
Практично вся інформація, що стосується трасування ходів Системи, її "станцій" (платформ), інших споруд і конструктивних особливостей, походить із неверифікованих джерел - звітів "диггерів", які нелегально (або напівлегально) побували в системі. Відповідно, схеми, складені особами, які нелегально побували в Системі, рясніли фундаментальними неточностями. Так, наприклад, стверджувалося, що "Гілка" починається під будівлями Генерального Штабу. При цьому ставала абсолютно незрозумілою наземна маніфестація "станції" "Чєртольє", і з цього приводу було висунуто безліч припущень. Однак дослідження групи Юркова однозначно довели: "Гілка" починається під Кремлем, а "Чєртольє" - це платформа "Гілки" під Генштабом.

#### Історія будівництва

##### Замовлення 10-А

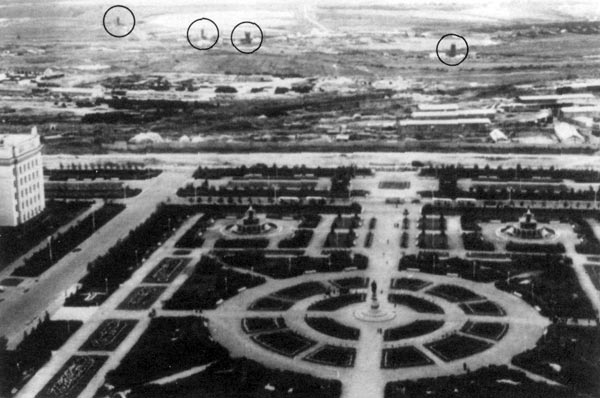
Вигляд з головної будівлі МДУ в південно-західному напрямку, початок 1960-х років. На задньому плані колами відмічено будівельні шахти підземного комлпексу бункерів у Раменках

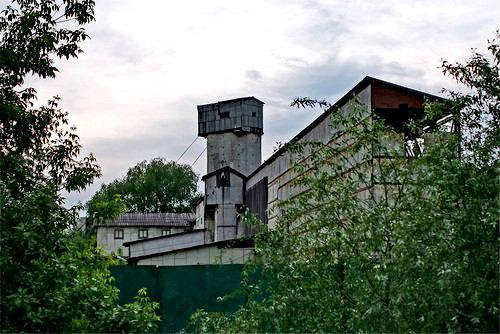
Будівельна шахта Р6 АТ "Трансінжбуд" у Раменках

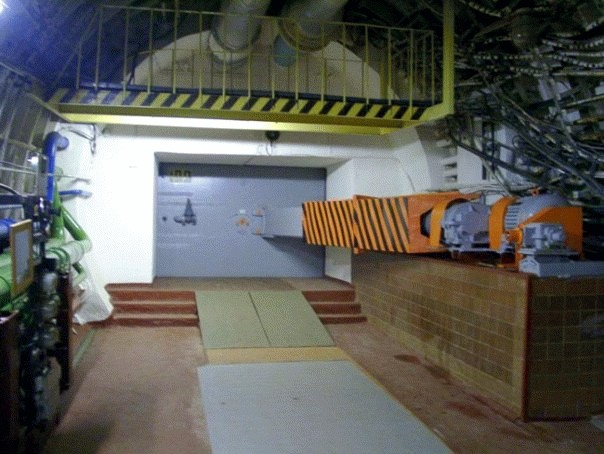
Зачинений гермозатвор в одному з блоків об'єктів замовлення 10-А

На початку 1950-х років на пустирі за головною будівлею МДУ було вирішено звести новий комплекс урядових і міністерських будівель між проспектом Вернадського і Мічурінським проспектом на місці нинішнього району Раменки. У дусі нових хрущовських заходів “віянь по боротьбі з архітектурними надмірностями”, замість однієї гігантської висотної будівлі Палацу Рад, що її планувалося звести в центрі Москви в сталінську епоху в районі станції Кропоткінська, тепер на південному заході столиці пропонувалося в упорядкованій парковій зоні побудувати цілий комплекс менш висотних, але більш функціональних урядових і міністерських будівель, включно з будівлями ЦК КПРС і Ради міністрів СРСР, Міністерства оборони СРСР, новий Палац культури та інші споруди. Їх проєктування було розпочато 1956 року, а основні проєкти були представлені на початку 1960-х років. Водночас на проектній нараді 1959 року зазначалося, що місце розташування основних будівель зафіксовано вже проведеними спеціальними роботами.
Ще до початку проєктування урядових будівель і вигляду майбутнього району, у 1954-1955 роках 9-те Центральне Управління Міністерства оборони СРСР (в/ч № 25555), яке займалося будівництвом підземних споруд, спроєктувало й затвердило замовлення 10-А на будівництво комплексу глибоких підземних спеціальних фортифікаційних споруд (сховищ), що мали слугувати захищеними робочими приміщеннями й командними пунктами для урядових осіб на випадок надзвичайних ситуацій та з'єднуватися шахтами з урядовими будинками Палацу Рад. У травні 1955 року на замовлення 10-А Міністерства оборони було створено спеціальне Управління 10А Головтунельметробуду (нині - АТ "Трансінжбуд"), яке в обстановці суворої секретності розпочало будівництво підземного об'єкта № 54 та об'єкта № 54а, що прилягає до нього, біля проспекту Вернадського (також об'єкт дістав проєктне позначення ЧЗ-736). У 1956 році було розпочато проходку шахтних стовбурів, у 1958 році завершували будівництво захисних входів в об'єкт, а в 1959 році завершили ув'язування з планованими будівлями на поверхні. Через складні гідрогеологічні умови і велику кількість водонасичених ґрунтів на великих глибинах об'єкт зводився на рекордній за мірками метрополітену і Московського метробуду глибині в 189 метрів, де розташовувалися сухі вапняки. Будівництво основних споруд цього об'єкта завершилося 1963 року.
Об'єкт мав щонайменше шість шахтних стовбурів, від яких до основних споруд йшли тунелі діаметром 6 і 4,5 метра. В основі об'єкта 54 лежав один великий тюбінговий блок циліндричної форми, який містить щонайменше 3 поверхи. Крім основних робочих і житлових приміщень, об'єкт мав кілька власних фільтровентиляційних камер і дизельну електростанцію, яка за потужністю була розрахована на енергопостачання не тільки самого об'єкта, а й майбутніх урядових будівель на поверхні на випадок енергоаварії.. Однак через складне фінансове становище в країні будівництво наземних будівель урядового комплексу так і не почалося. У 1970-х роках замість них над шахтами входів в об'єкт було зведено малоповерхові режимні будівлі силових відомств на проспекті Вернадського і Мічурінському проспекті.

##### Глибокий одноколійний тунель
Схема тунелю, що колись потрапила в інтернет

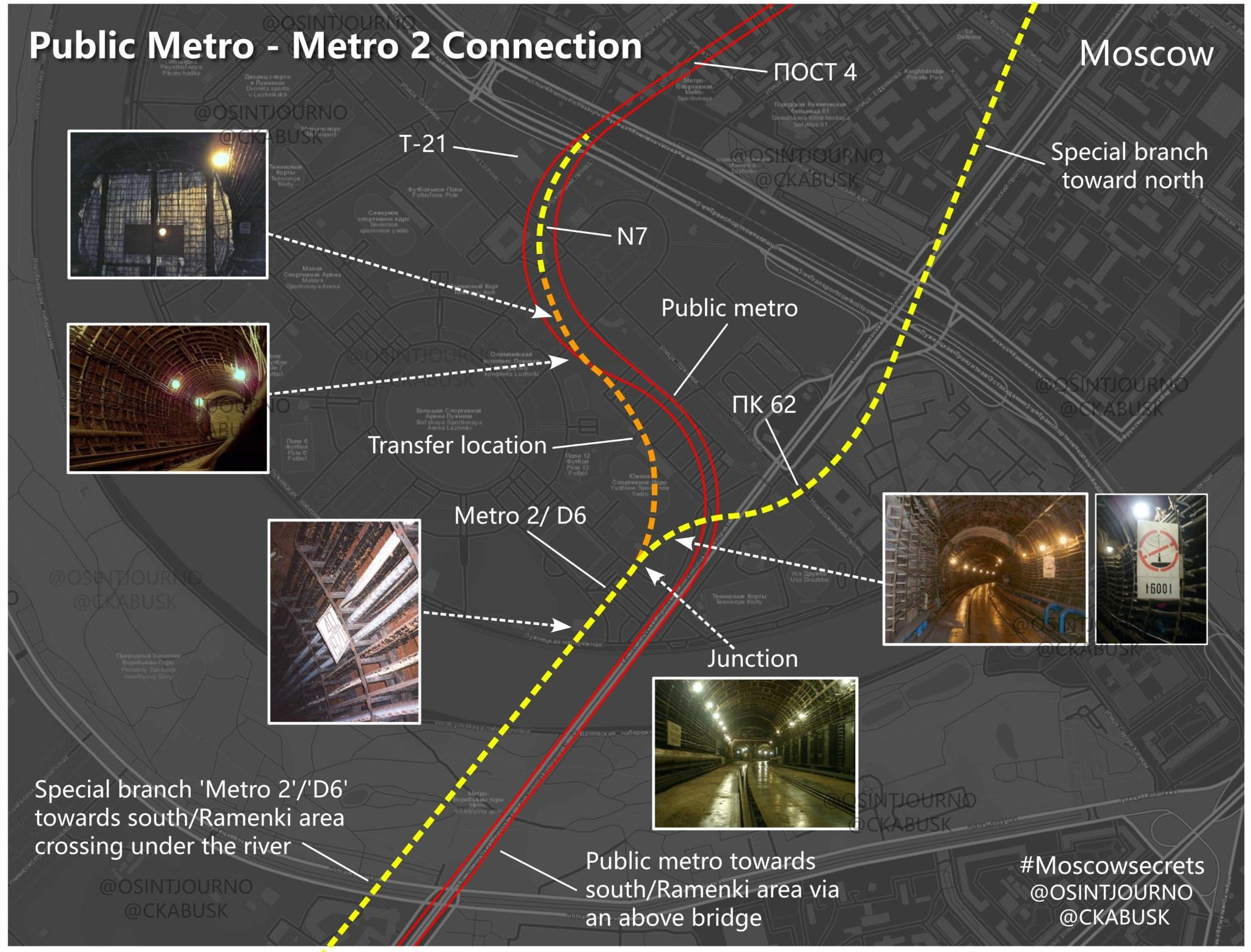
Схема з'єднання Сокільницької лінії, глибокого одноколійного тунелю та "Гілки"

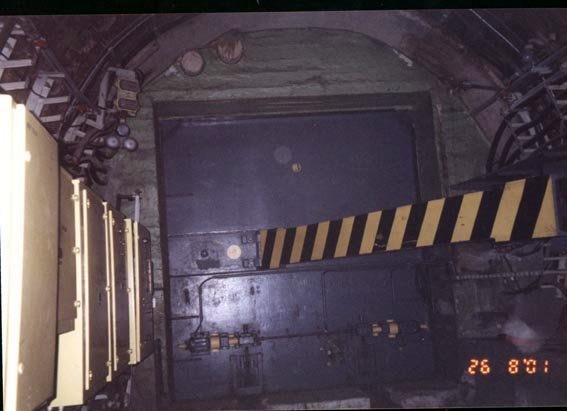
Закритий гермозатвор у глибокому одноколійному тунелі, споруджений після передання об'єкта на баланс КДБ

У 1954 році паралельно з рішенням про будівництво на пустирі за МДУ урядових спецоб'єктів було ухвалено рішення про продовження Фрунзенського радіуса Московського метрополітену на південний захід від "Парку Культури" до споруджуваної спортивної арени стадіону Лужники і далі через Москву-річку в район Воробйових гір з будівництвом кінцевої станції "Університет" поблизу головної будівлі МДУ.Перед будівельниками постало складне завдання вибору трасування лінії під час проходження через річку через різкий підйом рельєфу на висоту до 80 м на південно-західному березі Москва-ріки, загрозу зсувів і великої кількості водонасичених ґрунтів під Воробйовими горами. Було розроблено чотири варіанти будівництва лінії - два з надземним проходженням над Москвою-рікою через метроміст із проміжною станцією "Ленінські гори" та два з підземним через глибокий тунель і проміжною станцією під річкою; у кожному варіанті варіювалася глибина майбутньої станції "Університет".
Найглибший варіант передбачав проходження тунелю під річкою і відхід на глибину 189 метрів, де розташовувалися сухі вапняки, оскільки під час будівництва станції "Університет" на меншій глибині виникли б складнощі в гідроізоляції тунелів і станції. Перевагою цього варіанта була висока захищеність станції від ядерного удару і можливість ув'язки тунелю з об'єктом № 54, але істотними недоліками - висока вартість будівництва та незручність для пасажирів через тривалий час підйому і спуску, який міг зайняти близько 10 хвилин (передбачалося спорудження трьох ескалаторів). Наймілкіший варіант передбачав спорудження станції на глибині 26 метрів, що забезпечувало деяку базову захищеність від надзвичайних ситуацій без проблем із гідроізоляцією під час будівництва, і для дотримання допустимих ухилів колій бажаним було проходження лінії метромостом із подальшим підйомом усередині Воробйових гір. Такий варіант був найдешевшим і найзручнішим для пасажирської експлуатації, але в разі ядерного удару виникала висока загроза руйнування метромосту і відрізання станції від основної мережі метрополітену. Крім того, через різницю в глибині в 150 метрів спецоб'єкт № 54 втрачав би традиційне однорівневе сполучення з метро для можливості евакуації з його допомогою військових і урядових осіб..
Через суперечливі вимоги - розумна вартість будівництва, зручність для пасажирів, безпечний перехід лінії через річку і можливість укриття та збереження зв'язку з основною мережею метро в надзвичайній ситуації, було обрано гібридний варіант будівництва. Остаточний проєкт включав неглибоку двоколійну лінію метро з уразливим надземним метромостом, усередині якого розташовувалася станція "Ленінські гори", яку дублював додатковий глибокий одноколійний тунель, що відходив від основного перегінного тунелю лінії після станції "Спортивна" і йшов на глибину 189 метрів, де мав би технічну платформу з ліфтовою шахтою і виходом до секретного об'єкта 54.
Основну станцію і глибокий тунель від самого початку планувалося з'єднати шахтою з трьома швидкісними ліфтами для можливості евакуації громадян у разі надзвичайних ситуацій, включно з руйнуванням метромоста, а ділянку тунелю з боку "Спортивної" використовувати для обігу й нічного відстою поїздів. Об'єкт 54 же отримував унікальний бонус - окремий з'їзд з тупиком, не зайнятий рухом пасажирських поїздів у денний час, що давало змогу використовувати метротунель для перевезень господарських вантажів..
Цей проєкт влаштував усі інстанції, і з 1957 до 1959 року одночасно з будівництвом ділянки від "Спортивної" до "Університету" було збудовано метротунель, що закінчувався глухим кутом і примикав до підземного спецоб'єкта. Цей тунель, протяжність якого становила 4,1 км, став першою частиною майбутньої системи Метро-2..

##### Матвіївський дальній повітрозабір

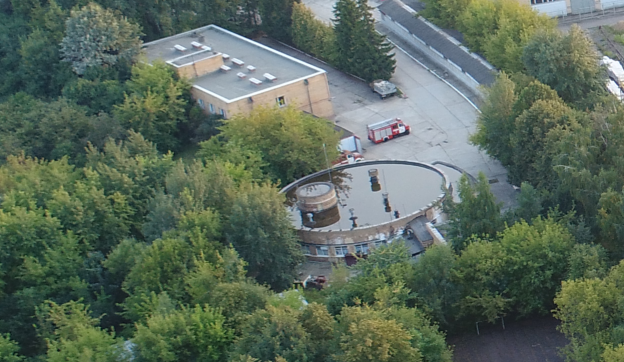
Наземна кругла будівля Матвіївського повітрозабору (ДП-1) і пожежна частина, що примикає до нього. Поруч видно вентиляційні шахти

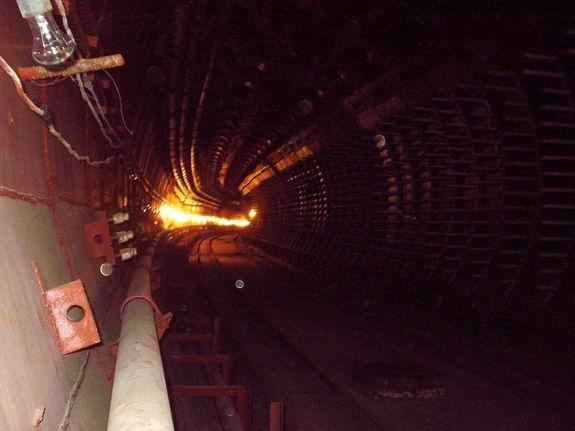
З'єднувальний підхідний тунель між шахтою № Р6 АТ "Трансінжбуд" і системою Матвіївського ДП у Раменках з вузькоколійними рейками

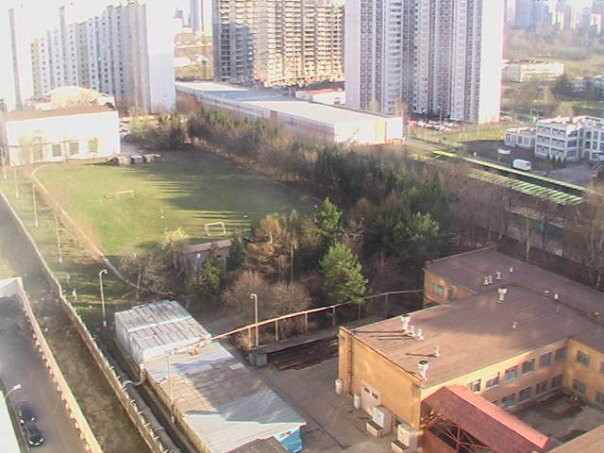
Комплекс охоронюваних будівель у районі Мічурінського проспекту біля станції метро "Раменки", що є одним із входів у підземний спецоб'єкт і на лінію між Матвіївським повітрозабором і станцією "Університет-2". Дата побудови - 1967 рік

Наступним етапом у розвитку метро в ролі сховища, що став передумовою до появи системи секретного метро, став проєкт реалізації повітропостачання метрополітену в умовах надзвичайних ситуацій на поверхні, зокрема й у разі нанесення ядерного удару, коли безпосередньо закачувати повітря з поверхні було не можна через зараження повітря. Спочатку для цього планувалося облаштувати вздовж Кільцевої лінії метрополітену безліч спеціальних фільтровентиляційних установок (ФВУ) і станцій регенерації повітря з поглиначами вуглекислого газу і кисневими сховищами на випадок переходу метрополітену в режим повної ізоляції, але після низки експериментів від них вирішили відмовитися. Замість цього на околицях міста в лісопаркових зонах було вирішено розмістити кілька потужних і добре захищених командних пунктів дальнього повітрозабору (КППЗ або ДП), оснащених потужними вентиляторами та повітряними фільтрами, від яких велося подальше перекачування очищеного повітря спеціальними повітронадавальними тунелями до найближчих ліній метрополітену, звідки повітря вже перегінними тунелями подавалося в центральну частину міста. Це були досить великі і заглиблені споруди (на глибині 100 м і більше) з продуктивністю 600 000 - 800 000  м³/год, яким була потрібна власна дизельна електростанція та інша велика допоміжна інфраструктура. Крім того, далекі повітрозабори могли виступати в якості резервних евакуаційних виходів з метро.
Спочатку в Москві 1960 року планувалося побудувати п'ять далеких повітрозаборів, проте пізніше їхню кількість скоротили до трьох, а зрештою вирішили побудувати тільки два, попутно збільшивши їхню потужність замість недобудованого третього. Першим мав стати Матвіївський повітрозабір ДП-1 в районі залізничної зупинки "Матвіївське" Київського напряму МЗ, що отримав проєктне позначення ЧЗ-2057 і відомий як ДП-1, а другим - Ризький повітрозабір, також відомий як ДП-2, або об'єкт метрополітену П-45, розташований біля станції ВДНГ, яка станом на кінець 1960-х - початок 1970-х років була кінцевою станцією нової Калузько-Ризької лінії. І якщо Ризький повітрозабір безпосередньо примикав до метрополітену, хоч і був розташований на вдвічі більшій глибині (100 м проти 53 м), Матвіївський перебував на значній відстані від Сокольницької лінії, у зв'язку з чим було ухвалене рішення спорудити спеціальний повітроподавальний тунель від нього до глибокого одноколійного тунелю як відгалуження останнього, а сам об'єкт ДП-1 також розмістити на глибині близько 190 метрів. Ще однією цікавою особливістю Матвіївського ДП стало те, що його обладнали двома ескалаторними нахилами з поверхні з проміжним вестибюлем для можливості евакуації великої кількості людей із метрополітену на поверхню.
Будівництво Матвіївського повітрозабору було розпочато Московським метробудом у 1962 році, а повітроподавального тунелю - у 1963 році. При цьому була використана шахта Р6, яка була передана з Управління 10А в дирекцію звичайного метробуду, ходки до побудованого спецоб'єкту 54 забутовувалися, а до тунелю-повітропроводу, який будували, споруджували нові підхідні виробки. Навесні 1966 року Матвіївський повітрозабір, що будувався, і тунель, що подає повітря, було цілком передано з балансу метрополітену на баланс Комітету державної безпеки (КДБ) для виділення в самостійний об'єкт спеціального призначення. Тепер він мав забезпечувати повітрям не тільки метро, а й споруди замовлення 10-А, а для потреб КДБ тут планувалося звести низку додаткових надземних і підземних споруд. На великій глибині споруджували приміщення для особового складу, камеру резервного повітропостачання інших об'єктів, установку підпору повітря, склад і санпропускник, а ескалатори подовжували. На поверхні споруджували маскувальну будівлю у вигляді шайби і гараж на 10 бронетранспортерів. Тепер добудовою об'єкта замість цивільного метробуду займалося Управління 10-А. Роботи з будівництва далекого повітрозабору було завершено 1969 року.

##### Будівництво "Гілки" і перехід комплексу на баланс КДБ

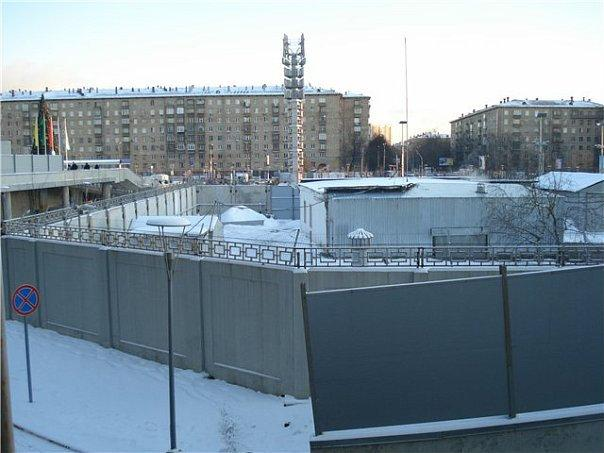
Комплекс вентиляційних споруд, що охороняються, з периметром поблизу станції Університет

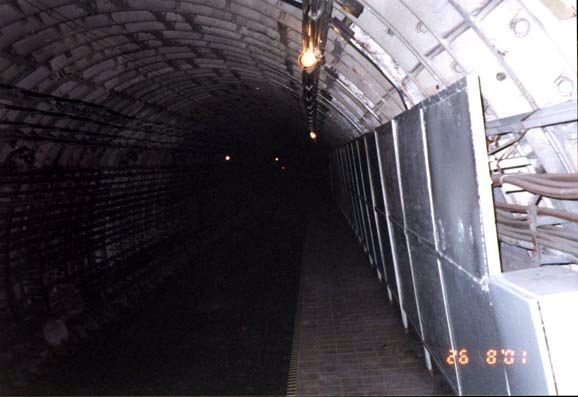
Перон однієї зі станцій у тунелі "Гілки"

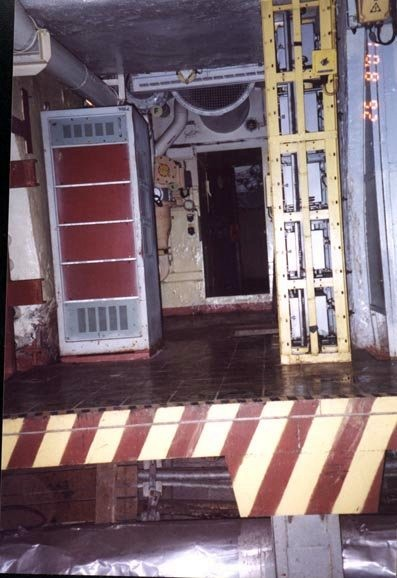
Прохід до одного з об'єктів зі станції "Гілки" (Д-6)

Паралельно з будівництвом повітрозабору ДП-1, постало питання про повітропостачання вищезгаданого Кремлівського комплексу - спецоб'єкта № 103. Для повітропостачання цього комплексу було також вирішено використовувати Матвіївський повітрозабір, при цьому спорудивши окремий і незалежний від метрополітену глибокий тунель-повітропровід, який би поряд з тунелем Матвіївського повітропроводу примикав до глибокого одноколійного тунелю з боку центру. Незабаром стало очевидно, що цей тунель може використовуватися не тільки для подачі повітря в центр, але і для незалежної від цивільного метрополітену евакуації 103 членів уряду і КДБ, які переховувалися в об'єкті, у разі надзвичайної ситуації, оскільки в разі нанесення ядерного удару по центру міста всі виходи з об'єкта виявилися б зруйнованими, а евакуація через метрополітен ускладнювалася б присутністю в ньому великої кількості пасажирів, що переховуються. А у зв'язку зі значною відстанню між Кремлем і комплексом спецспоруд в Раменках потрібно було забезпечити можливість пересування транспорту через евакуаційний тунель, і очевидним варіантом була можливість використання для цієї мети метропоїздів.
У результаті в 1959 році було запропоновано, а в 1960 році вирішено спорудити між Кремлівським комплексом і об'єктом 54 повноцінний метротунель спеціального призначення, який отримав назву "Гілка" і проектне позначення ЧЗ-1090. Саме це стало ключовим рішенням у створенні в Москві окремої секретної транспортної системи, інтегрованої з метрополітеном.
При цьому нова гілка могла служити в ролі власного транспортно-евакуаційного тунелю не тільки для Кремля, але і для бункерів Міністерства оборони під Першим будинком Міністерства оборони (комплекс будівель на Арбаті) і Третім будинком Міністерства оборони на Фрунзенській набережній.
Дані про завершення будівництва центральної ділянки "Гілки" та її трасування відсутні в розсекречених документах, відомо лише, що станом на 1964 рік, будівництво "Гілки" вважалося пусковим.
Після передачі повітроподавального тунелю від Матвіївського ДП на баланс КДБ (нині - Служба спеціальних об'єктів ГУСП) його також було вирішено зробити частиною споруджуваної "Гілки", для чого в тунелі укладалася залізнична колія метрополітену і споруджувалися технічні платформи і розворотна камера, а в місці примикання до глибокого одноколійного тунелю споруджувалася камера з'їздів зі стрілочним переводом, як і в місці примикання основного тунелю "Гілки" до початкового одноколійного тунелю. Таким чином створювався повноцінний евакуаційний маршрут від комплексу 103 і об'єктів Міністерства оборони в центрі міста до Матвіївського повітрозабору і об'єкта 54, а частина одноколійного тунелю з боку станції Спортивна перетворювалася на службову з'єднувальну гілку між Сокольницькою лінією і новою спецгілкою. При цьому у верхній частині одноколійного тунелю біля станції "Спортивна" встановлювалися гермоворота з бетонним блоком для можливості перекриття в'їзду з цивільного метрополітену на ділянку спецметро, що перейшла на баланс КДБ і вимагала додаткового режиму секретності, а під ним споруджувалася обвідна камера, ймовірно призначена для збереження подачі повітря в цивільний метрополітен на випадок перекриття основного тунелю. Будівництво "Гілки" орієнтовно було завершено в 1973 році, оскільки в цей період в систему почав надходити рухомий склад.

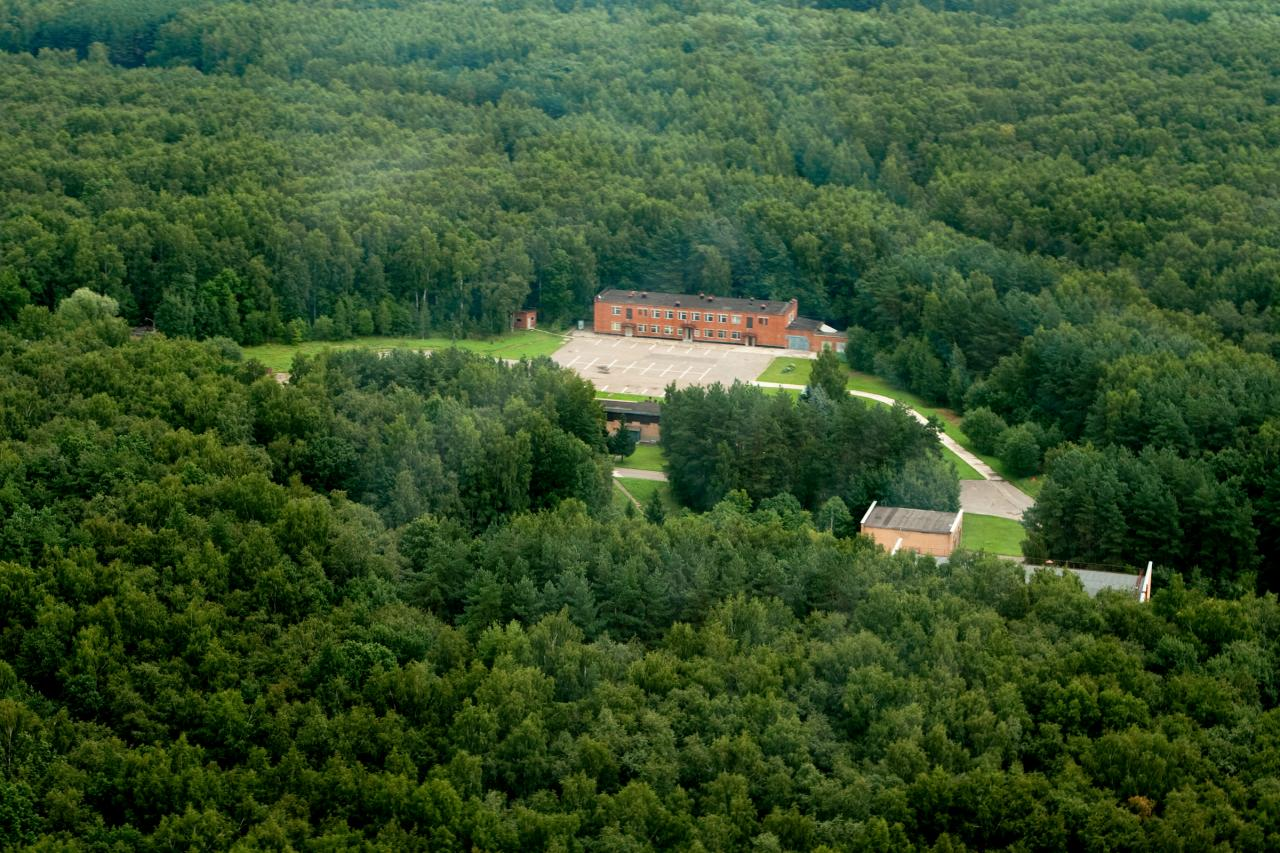
Лабораторія вимірювань і випробувань Московського метрополітену в Тропаревському лісопарку

У середині 1980-х років система "Гілки" була розширена, про що свідчить закупівля додаткового рухомого складу. Точні відомості про трасування нових тунелів і прилеглих до них об'єктів за цей період відсутні в розсекречених документах, проте відомо про будівництво ще одного відгалуження до об'єкта в Тропарьовському лісопарку, який перебував у віданні КДБ і при цьому іменувався як "Лабораторія вимірювань і випробувань Московського метрополітену", розташовуючись далеко від діючих ліній цивільного метро. Можливо, будівництво цього об'єкта, розташованого в лісопарковій зоні, було реалізацією проекту наддалеких повітрозаборів, які повинні були розташовуватися в 20-30 км від центру міста і будуватися після реалізації першого етапу проєкту ДП.

#### Сполучення "Гілки" зі звичайним метро

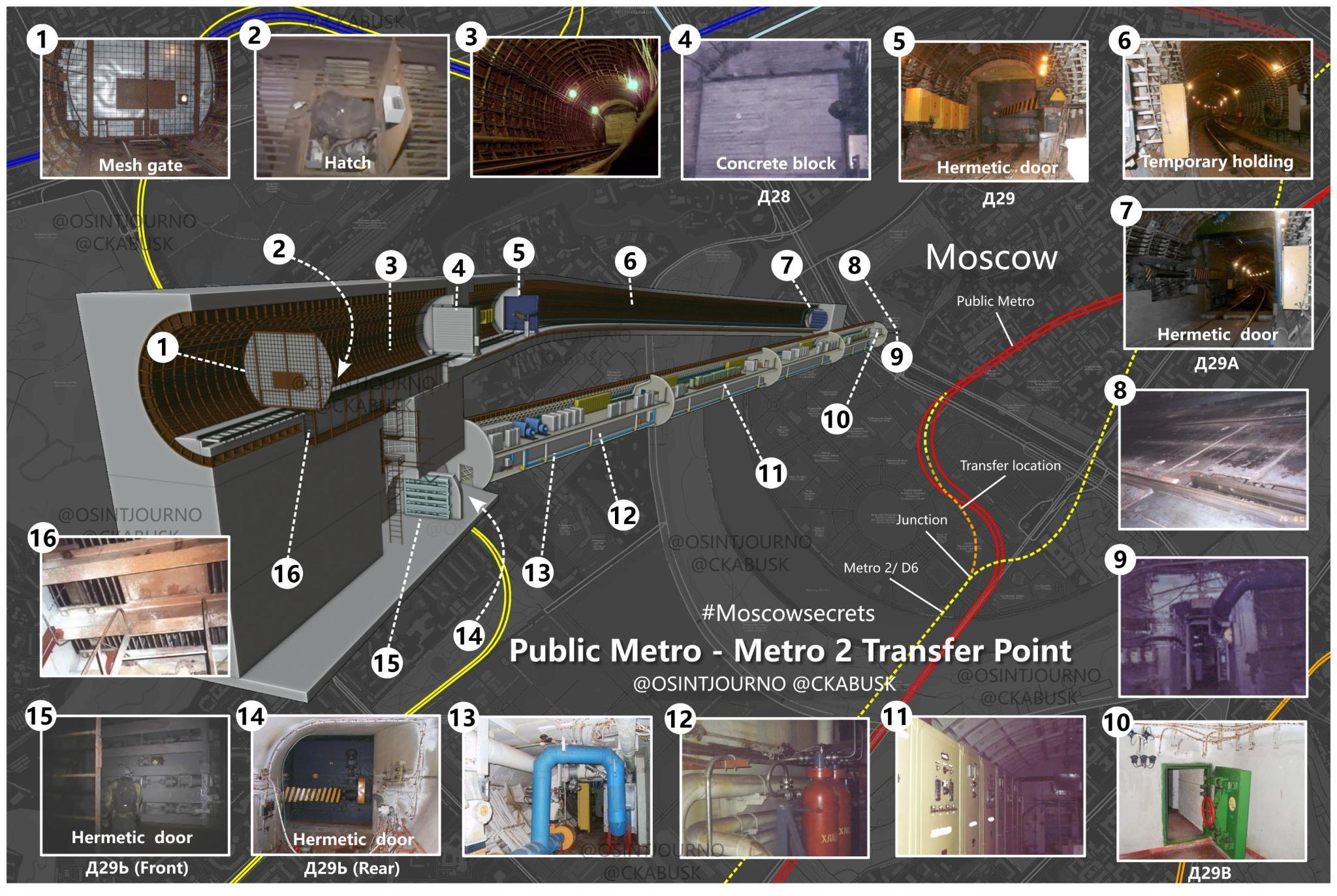
Приблизна схема ділянки одноколійного тунелю, що відокремлює цивільне метро від метро-2

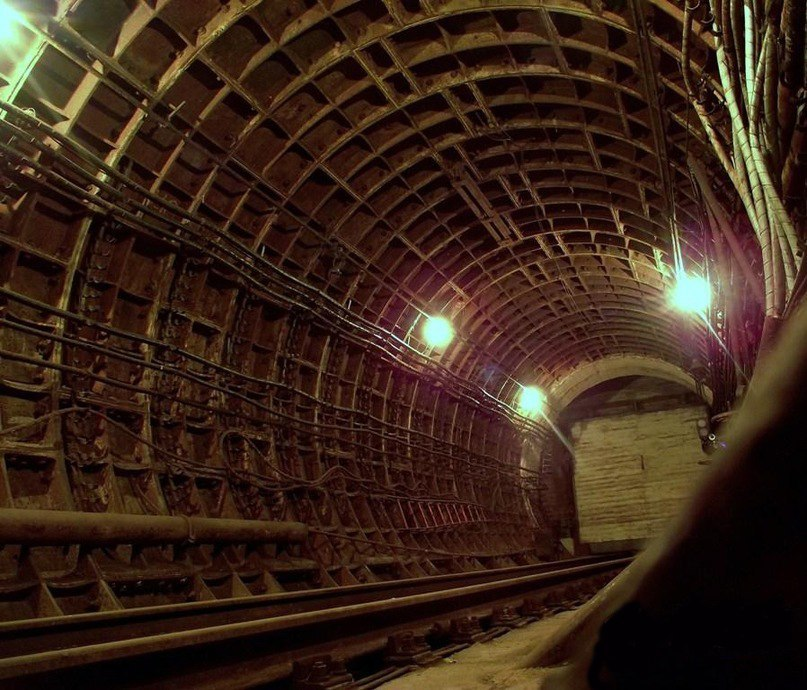
Ділянка тунелю між ґратчастими воротами і гермоворотами в одноколійному сполучному тунелі, що відокремлюють цивільне метро від метро-2

Для передачі рухомого складу між цивільним метро і системою "Гілки" (Д-6) використовується одноколійна службова сполучна гілка (ССГ), яка починається як відгалуження від південного напряму Сокільницької лінії після станції "Спортивна”. Під час руху першою головною колією станції в південному напрямку спочатку йде пошерстний з'їзд між двома коліями Сокольницької лінії, а потім ліворуч від основного тунелю відгалужується ця ССГ, яку на техніко-розпорядчому акті іменують "З'єднувальною гілкою № 1", яка є також третьою станційною колією.. Спочатку ця ССГ була побудована як самостійний глибокий одноколійний тунель до підземного спецоб'єкту № 54 (бункер НДБО "Наука") біля станції метро Університет для збереження зв'язку з центром у разі нанесення по Москві ядерного удару та руйнування Лужнецкого метромоста, по якому проходить основна лінія. У даній ССГ є сталеві ґратчасті ворота, прикриті склотканиною, перед якими контактна рейка обривається за 20 метрів. Потім іде коротка ділянка тунелю, де простір між рейками займає арматурна сітка з двома люками, після яких розташовано гермоворота, що відокремлюють територію цивільного метро і Метро-2. Така ділянка на території звичайного метро може використовуватися як оборотний тупик.
Портал «Популярна механіка»:

Кажуть, що переходи до секретних ліній існують чи не на всіх центральних станціях звичайного метро, але це явно не так. Справді, більшість із цих станцій будувалися і з урахуванням того, щоб слугувати бомбосховищами - на багатьох із них можна побачити великі сталеві, завжди розкриті стулки, встановлені якраз на той випадок. Однак численні двері та переходи, що ведуть до секретних ліній, нівелювали б саму ідею секретності. Судячи з усього, "точок дотику" "Метро-2" і звичайного метро не надто багато.

### Система об'єктів компанії "Трансінжбуд", що будується

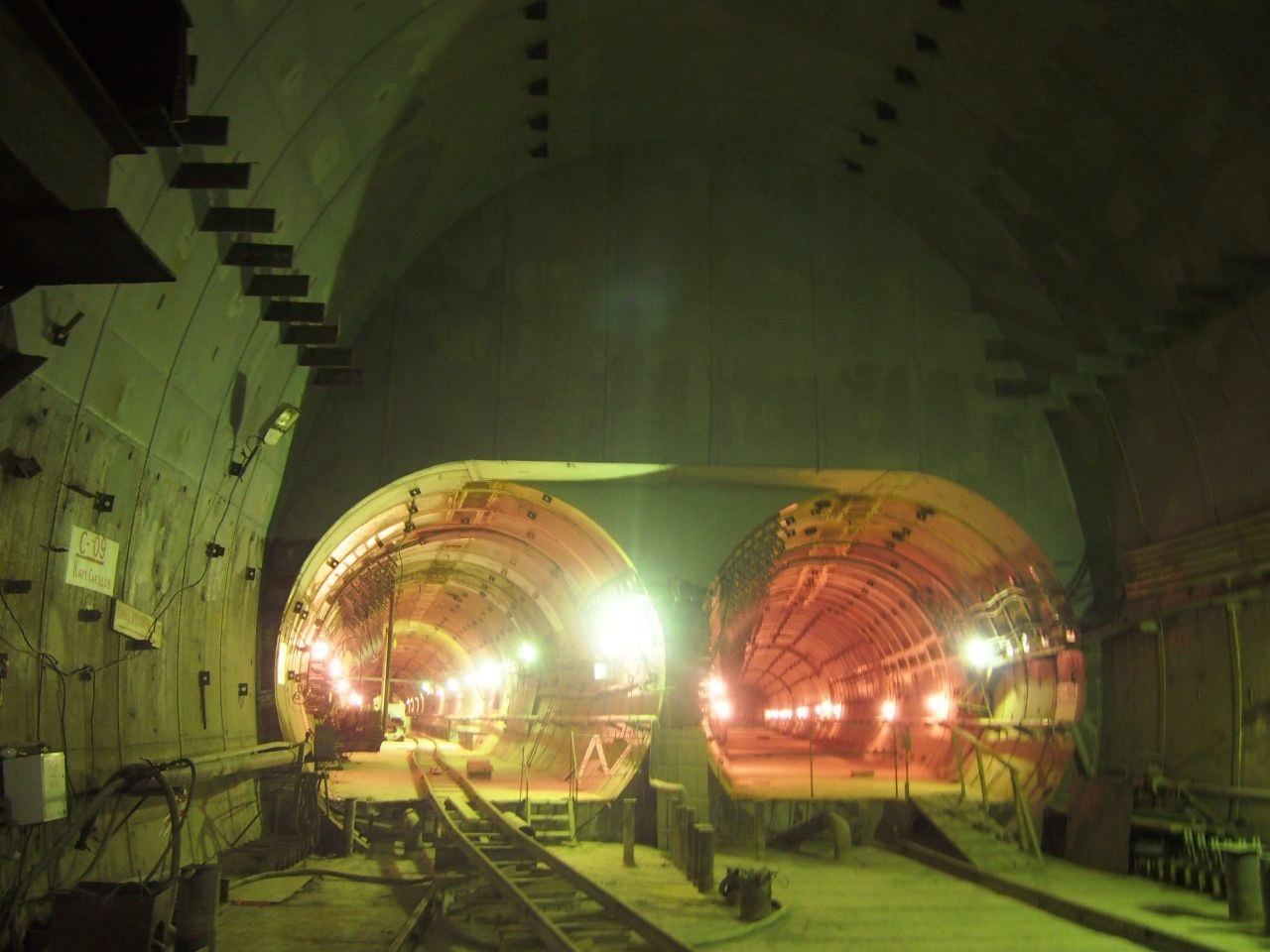
Споруджувана камера з'їздів у системі "Трансінжбуд”

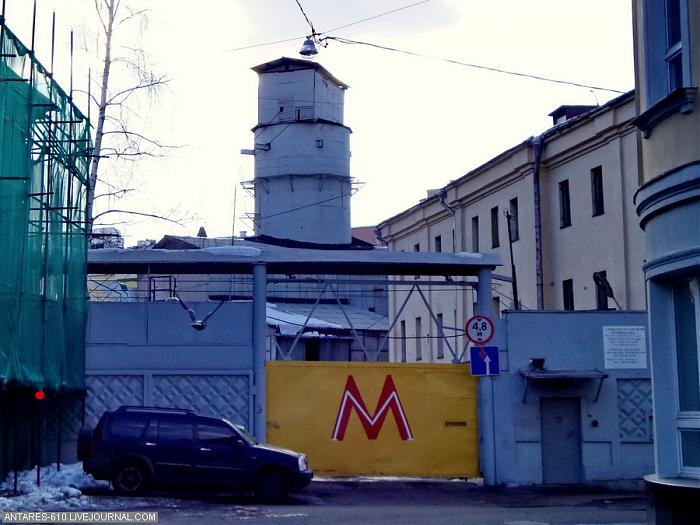
Будівельний майданчик шахти 732 у Кривоколінному провулку

Крім частково розсекречених систем, у Москві існує новіша мережа об'єктів, що зводиться компанією "Трансінжбуд", відомості про яку обмежені. Одна з перших згадок про них у ЗМІ датується 2002 роком.
З відкритих джерел достовірно відоме розташування будівельних майданчиків системи, що фігурують як об'єкти метробудування "Трансінжстрой", але не пов'язані з будівництвом цивільного метрополітену. Більша їх частина розташована в центральній частині міста в районі Луб'янки, Китай-города, Іванівської гірки та Замоскворіччя, проте кілька будмайданчиків розташовані на значній відстані від центру в південному напрямку (у Кожуховому та Обручевському районі).:
- Шахта № 732 БМУ-161, Кривоколінний провулок
- Шахти № 731 и 731-біс БМУ-155 и 158, В. Спасоглинищевський провулок, 12
- Шахта № 830 БМУ-161, між Підколокольним Та Петропавлівским провулками
- Шахта № 633 БМУ-154, 2-й Кадашівський провулок
- Шахта № 631, Мал. Толмачівський провулок, 5-7 (ліквидована)
- Прихована шахта, вул. Мал. Ординка, 23
- Шахта № 990 БМУ-154, Маронівський провулок, 3
- Шахта № 490 БМУ-162, вул. В. Серпуховська, вол. 26
- Шахта № 760 БМУ-154, Канатчиково
- Шахта БМУ-162, вулиця Обручева, 25А
- Шахта Р-6 БМУ-161, Раменки

У 2016 році широкого розголосу набула так звана "справа дигерів", безпосередньо пов'язана з об'єктами системи. У 2014 році фігуранти кримінальної справи неодноразово проникали в підземні споруди "Трансінжбуду". Її будмайданчики зазвичай позначаються як об'єкти будівництва цивільного метрополітену, а фігуранти справи формально не були носіями держтаємниці і не мали уявлення про секретний статус об'єкта, що й створило прецедент.
У будівництві об'єктів компанії застосовуються оригінальні технології, які згодом знайшли застосування в цивільному метробудуванні - наприклад, оздоблення з монолітного бетону, що нагнітається за незнімну металеву опалубку (так звані армометалоблоки). Першим об'єктом цивільного метрополітену, де застосовувалася ця технологія, стала станція "Парк Перемоги".

## Можливі лінії
Наведені нижче лінії не підкріплені історичними або іншими свідченнями. 
- Лінія аеропорту Внуково — побудована для екстреної евакуації уряду. Аеропорт Внуково, в перші роки після будівництва, був аеропортом, який використовувався тільки у військових цілях, але зараз він має і цивільно-комерційні послуги.
- Лінія Ізмайлово — побудована для ракетних військ стратегічного призначення. Стверджується, що вона була частково зруйнована у 1970-х роках[43].